# Rivierotter
De rivierotter of Noord-Amerikaanse otter (Lontra canadensis) is een otter uit de familie der marterachtigen (Mustelidae). Rivierotters zijn goede zwemmers.

## Beschrijving
Het is een lange, gestroomlijnde marterachtige met een brede, platte kop. De vacht is donkerbruin met een blekere buik en een vaak zilvergrijze keel. Nat lijkt de vacht donkerder van kleur. De rivierotter heeft een lange staart, die dik is aan de basis en loopt tot in een punt. De poten hebben zwemvliezen. De rivierotter heeft kleine ogen en oren. De oren en neusgaten worden onder water gesloten. De snorharen zijn opvallend lang en wittig.
Hij wordt ongeveer zestig tot tachtig centimeter lang, met een 30 tot 50,7 centimeter lange staart. De rivierotter weegt 5 tot 13,6 kilogram. Mannetjes zijn groter dan vrouwtjes.

## Gedrag
De rivierotter kan goed zwemmen, maar ook hard rennen. Het dier kan enkele minuten onder water blijven en tot 17 meter diep duiken. Onder water kan hij afstanden afleggen tot 400 meter.
Rivierotters zijn zeer speels en spelen vaak alleen of met elkaar in het water. Ze glijden vaak op hun buik over ijs, sneeuw of modder, of van een rivieroever af het water in.
Hij graaft een hol in de oeverbank, met zowel ingangen onder als boven water. Hierin bouwt hij een nest van bladeren, takken, gras en riet. Dit hol wordt permanent gebruikt, maar hij rust ook tijdelijk onder boomwortels, in holle bomen of in de holen van andere dieren, waaronder de burchten van Canadese bevers en muskusratten.
Rivierotters eten voornamelijk vis, maar ook kleine zoogdieren als muizen, amfibieën en ongewervelden als rivierkreeften worden gegeten. Hij achtervolgt vaak eerst de vis, of hij graaft zich in in het zand, waar hij wacht totdat een vis langszwemt. Soms drijven twee otters samen een school vissen naar een inham, waar de vissen makkelijker te vangen zijn. Hij vangt ze met een snelle beet. De vissen die hij vangt zijn meestal tragere vissen als zuigkarpers, serpeling en meervallen, en schoolvissen als de blauwkeelzonnebaars.
De rivierotter leeft meestal solitair, maar is niet agressief tegenover soortgenoten (met uitzondering van mannetjes in de paartijd). Rivierotters spelen daarentegen regelmatig met andere soortgenoten, en dieren trekken vaak voor langere tijd met elkaar op.

## Voortplanting
De paartijd valt vroeg in de lente. Het mannetje paart dan met één of meerdere vrouwtjes, waarvan het woongebied overlapt met zijn territorium. De paring vindt plaats in het water. De rivierotter kent een verlengde draagtijd, waardoor de jongen pas 8 tot 9½ maanden later worden geboren, in maart of april.
Per worp worden één tot zes jongen geboren. De jongen hebben al een vacht, maar zijn bij de geboorte blind. Vlak voor de geboorte maakt de moeder een ondergronds hol, waarin de jongen worden geboren. Na vier maanden zijn de jongen gespeend en ze verlaten de moeder in de herfst of de winter. Het mannetje helpt mee met de zorg van de jongen.

## Verspreiding en leefgebied
De rivierotter leeft over het algemeen langs rivieren, moerassen, meren en plassen, in beboste gebieden. Ze kunnen echter ver van water worden aangetroffen. Ook langs de kust zijn ze te vinden.
Vroeger kwam hij voor in bijna alle waterrijke gebieden in Noord-Amerika, waarschijnlijk zelfs tot in Mexico, maar tegenwoordig is hij in het midwesten van de Verenigde Staten verdwenen. Hij komt nog voor in bijna geheel Alaska en Canada, en in de Verenigde Staten in het westen tot Noord-Californië en Noord-Utah, en in het oosten tot Florida en Louisiana. In enkele staten is de soort weer opnieuw uitgezet.
Vroeger werd er veel op de rivierotter gejaagd voor zijn vacht, maar dat is tegenwoordig op veel plaatsen verboden, en de vraag naar otterbont is de laatste jaren vrij klein.

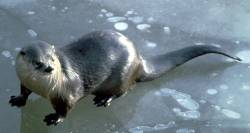
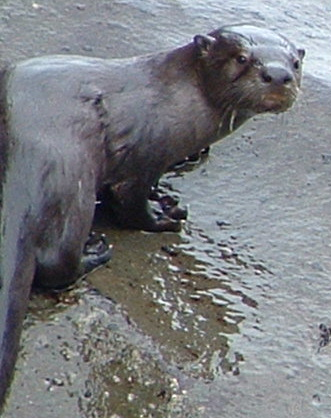